# Милош Обренович
Милош Обренович, при народженні Милош Теодорович (серб. Милош Обреновић; 18 березня 1780 — 26 вересня 1860) — сербський князь у 1815—1839 і 1858—1860 роках. Засновник династії Обреновичів, до 1882 року князівська династія, а з лютого 1882 — королівська. На сьогодні немає прямих офіційних нащадків по чоловічій лінії. Милош правив як авторитарний володар. Учасник Першого сербського повстання 1804—1813 рр. Після поразки повстання був призначений османами верховним князем трьох нахій, а потім головним князем всієї Сербії. Очолив Друге сербське повстання 23 квітня 1815 року, став спадковим правителем Сербії. Після надання Туреччиною Сербії внутрішньої автономії, став фактично необмеженим правителем Сербії. У боротьбі з опозицією Милош Обренович зазнав поразки і 1839 року був змушений зректися престолу і покинути Сербію. 1858 року сербська Скупщина повернула Милоша на престол.

## Біографія
Народився в селі Середня Добриня (Чорногорія), в сім'ї селянина. У пошуках кращого життя переселився до Сербії. Син Вишні Урошевич (померла в 1817 р.) і Теодора Михайловича (помер в 1802 р.). У 1805 р. одружився з Любіцою Вукоманович. У 1810 р. взяв ім'я по батькові загиблого старшого одноутробного брата Милана Обреновича, сина Вишні Урошевич від першого шлюбу з Обреном Мартиновичем, статки якого успадкував.
Разом із братом Миланом брав участь у Першому сербському повстанні, яке очолив Карагеоргій Петрович. Був одним із лідерів повстання. 1810 року Милан Обренович був вбитий Карагеоргієм, що поклало початок ворожнечі Обреновичів та Карагеоргієвичів. Після провалу повстання Милош отримав прощення від османів і лишився жити в Сербії.

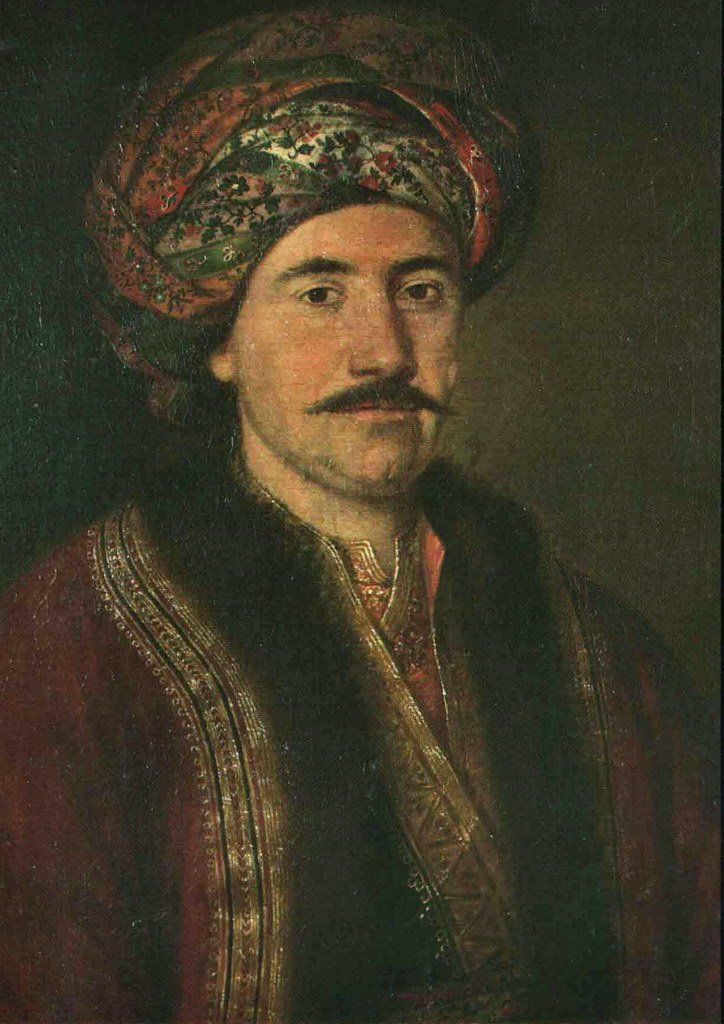
Князь Милош Обренович

У квітні 1815 р. Милош Обренович очолив Друге сербське повстання. Безпосередньо брав участь у повстанні й особисто очолив переговори з османами. Так, 25 жовтня 1815 р. він уклав усну угоду з Алі-пашою про змішану сербсько-османську адміністрацію (Сербія отримала нові територіальні надбання). Згодом цю угоду було узгоджено письмово.
Влітку 1817 року в Сербію таємно прибув Карагеоргій Петрович («чорний Георгій») для підняття великого спільного повстання греків, сербів і болгар. За наказом Милоша Обреновича він був убитий.

## Друге сербське повстання
У квітні 1815 р. сербське населення, знову взялося до зброї. Розпочалося Сербське повстання, повстанці виступали проти  утисків, що їх чинив призначений Портою правитель Белградського пашалику Сулейман-паша. Друге сербське повстання очолив Милош Обренович, один із небагатьох ватажків першого повстання, які залишалися в Сербії після його придушення, і якого османи призначили «старшим князем» Рудницької нахії. На відміну від Карагеоргія, який був передусім полководцем, Милош вирізнявся і дипломатичним хистом. Зокрема, він намагався заручитися підтримкою Австрії на той випадок, коли стихійний бунт населення не вдасться стримати.
Милош не встиг завершити всю підготовчу роботу — османи поводилися надто жорстоко, й перші антиосманські виступи відбулися вже 8-10 квітня 1815 року. 11 квітня Милош був змушений проголосити початок повстання.

## Політика Милоша Обреновича

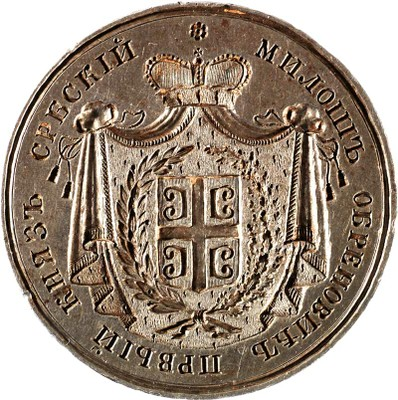
Печатка Милоша Обреновича.

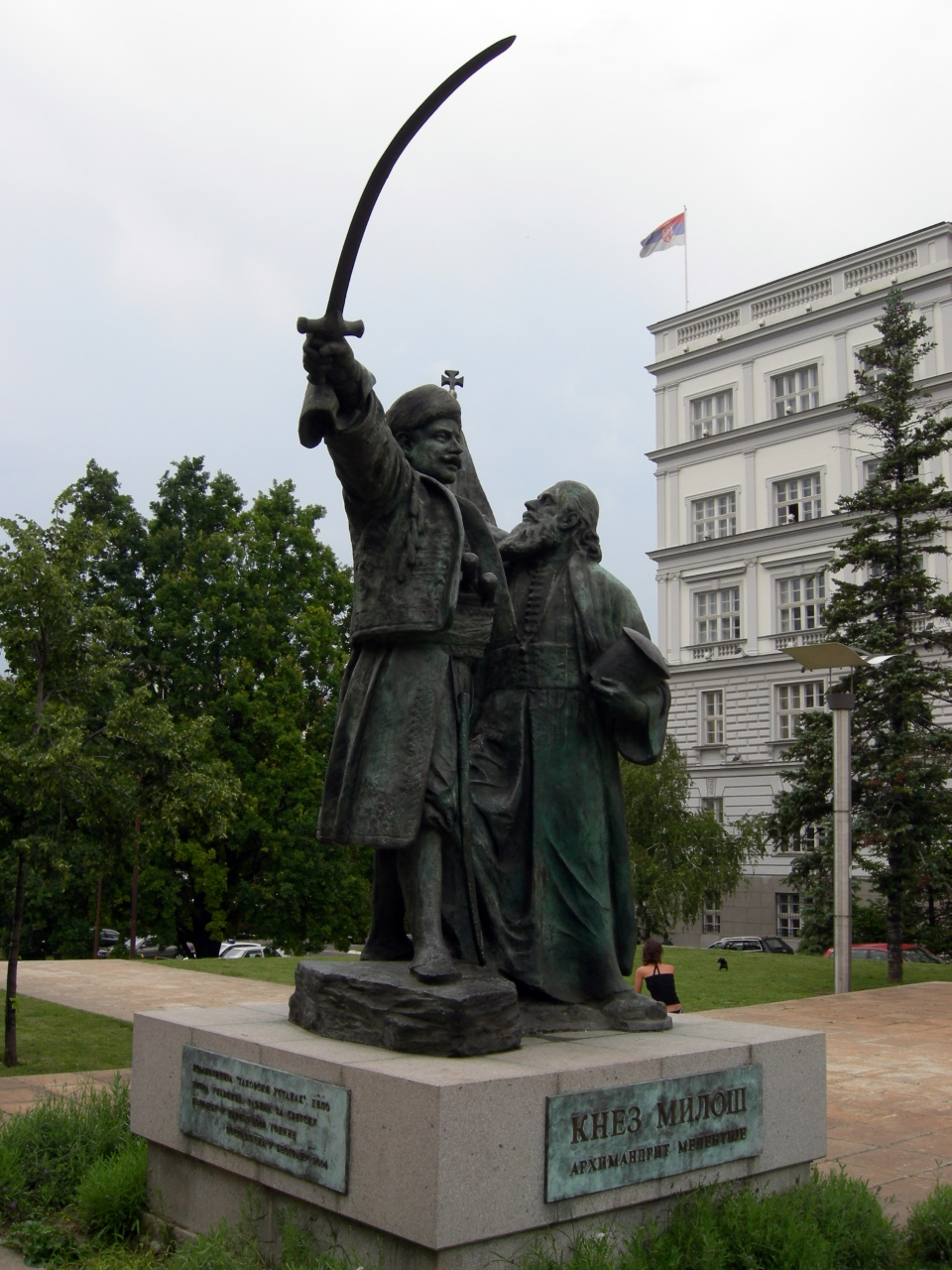
Пам'ятник «Повстання в Таково», що представляє Милоша Обреновича

Завдяки успішній зовнішній політиці Милоша Обреновича Сербія отримала в 1830 р. часткову внутрішню автономію від султана. Щоб у султана не виникало сумнівів у його лояльності, Милош Обренович перешкоджав діяльності таємних організацій і не підтримав грецьке повстання 1821 р. Користуючись труднощами, що виникали в Османської імперії, Обренович домігся значних поступок з боку султана. Видані султаном Махмудом II в 1829 і 1830-х рр. хатт-і-шерифи («священні укази») дарували Сербії свободу віросповідання і право мати власну адміністрацію на чолі з князем. Старійшин нижнього рівня було заборонено називати князями. Крім того, Сербія отримала право мати власну армію та установи — лікарні, друкарні, пошту, суд. Османам було наказано покинути територію Сербії, за винятком гарнізонів старих «імперських міст». Також в 1833 р. султан повернув Сербії шість нахій (провінцій), які було втрачено після Першого сербського повстання.
Також Османська імперія визнала Милоша спадковим князем Сербії. Проявив себе як розумний, але деспотичний володар.
Незважаючи на самодурство і деспотизм князя, перший період його правління крім здобуття країною фактичної незалежності був відзначений низкою позитивних моментів. У сільське господарство були впроваджені нові культури — картопля, тютюн, цукровий буряк; відродилося виноградарство; коноводам були надані податкові пільги. Розрізнені домогосподарства були об'єднані в компактні поселення, розташовані в найсприятливіших для ведення господарства місцях. Відкрилися перші лікарні і аптеки, де працювали запрошені з Європи фахівці. У 1837 р. почався видобуток вугілля. З'явилися перші промислові підприємства.
Загалом Милош Обренович залишався простою людиною. Його палац був дуже простим і нагадував селянську хату.
Милош Обренович не вмів ні читати, ні писати, але завдяки йому сербську мову почали вивчати в Європі. Також Милош заохочував європейську інтелігенцію жити в Сербії. Сербська молодь отримала змогу навчатись в Росії, Угорщині, Австрії та Німеччині.
Заохочував освоювати незаселені території Сербії, за що надавав переселенцям пільги.
Милош Обренович використовував авторитарні методи правління, тому проти нього були налаштовані знатні сербські роди.
У 1835 р. була проголошена Конституція (Стрітинська), але в 1838 р. скасована і прийнята так звана османська конституція, за якою влада правителя Сербії обмежувалася радою.
Не погоджений з таким поділом влади і під тиском армії Милош Обренович 1 червня 1839 р. зрікся престолу і виїхав з країни. Наступником Милоша став Милан II Обренович (старший син Милоша Обреновича І), який, будучи невиліковно хворим, помер у цьому ж році (8 липня 1839 р.).
Наступником Милана став Михайло III (правив двічі: з 1839 по 1842 і з 1860 по 1868). Михаїл намагався правити як батько (Милош) деспотично і тому його вигнали і запросили на престол Александра Карагеоргійовича. На 16 років династія Обреновичів була усунута від влади.
1858 року серби повернули Милоша до влади. У 1860 р. він помер і був похований у Соборі Архангела Михаїла в Белграді.

## Цікаві факти
Під час Другого сербського повстання Обренович вперше використав вітання трьома перстами, як знак самоідентифікації сербів.